# Skradzione pokolenia

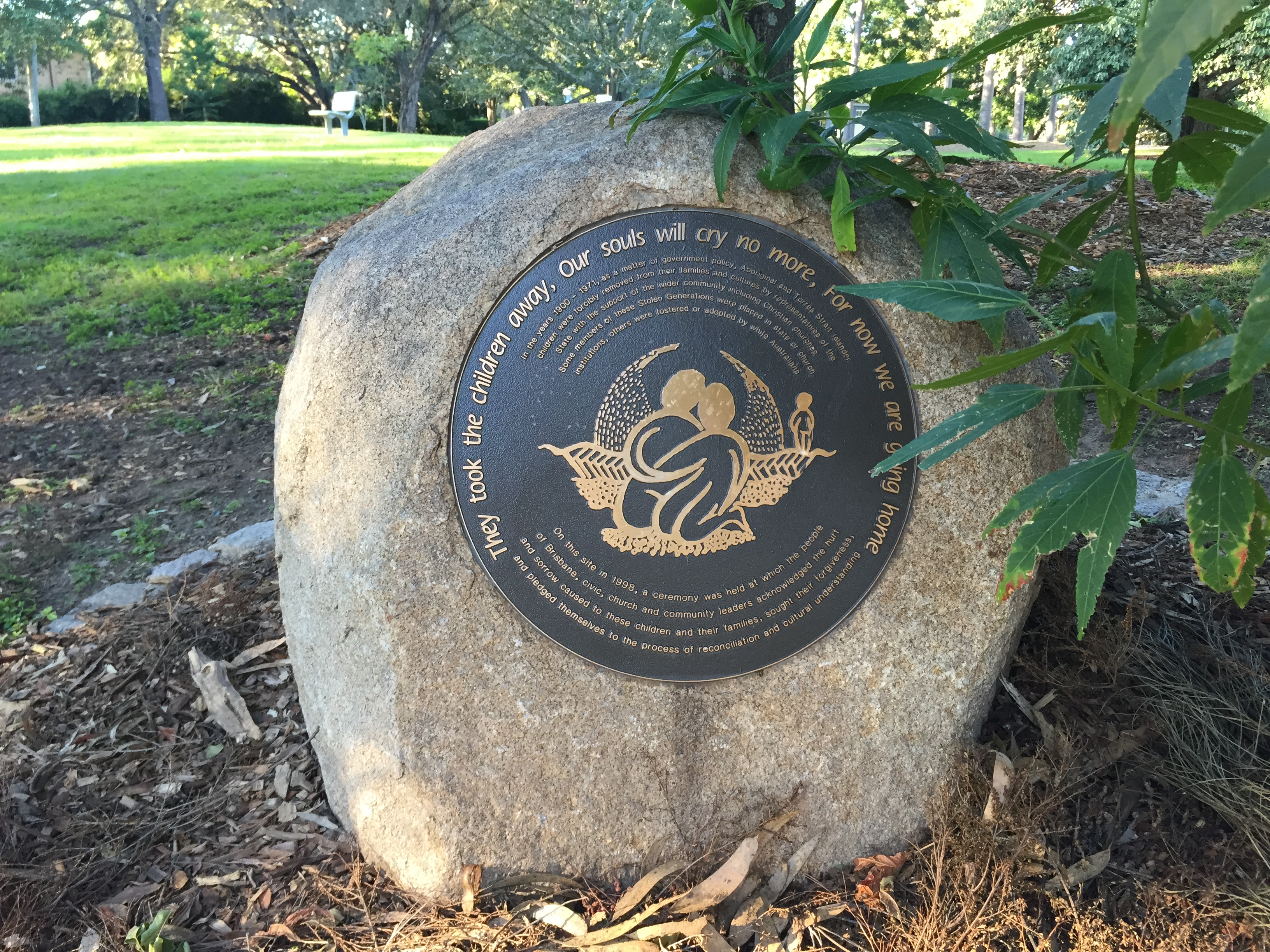
Stolen Generations - miejsce pamięci w Sherwood Arboretum, Queensland

Skradzione pokolenia (ang. Stolen Generations) – powszechnie używane określenie na grupę dzieci rdzennych mieszkańców Australii i Kanady, które przez większość XIX i XX wieku były przez władze tych krajów zabierane biologicznym rodzicom i przetrzymywane w instytucjach wychowawczych lub, w niektórych przypadkach, oddawane do adopcji białym rodzinom z klasy średniej. Praktyka ta miała swoje podłoże w polityce przymusowej asymilacji kulturowej.
Niektóre dzieci zabierane były rodzicom bez ich zgody. Część dzieci, nieoddana do adopcji, była wychowywana w internatach. W niektórych przypadkach rodzice zgadzali się na tę praktykę. Jak wynika ze świadectw poszkodowanych, robili to często z przeświadczeniem, że w odległych szkołach ich dzieci uzyskają lepszą edukację.

## Australia

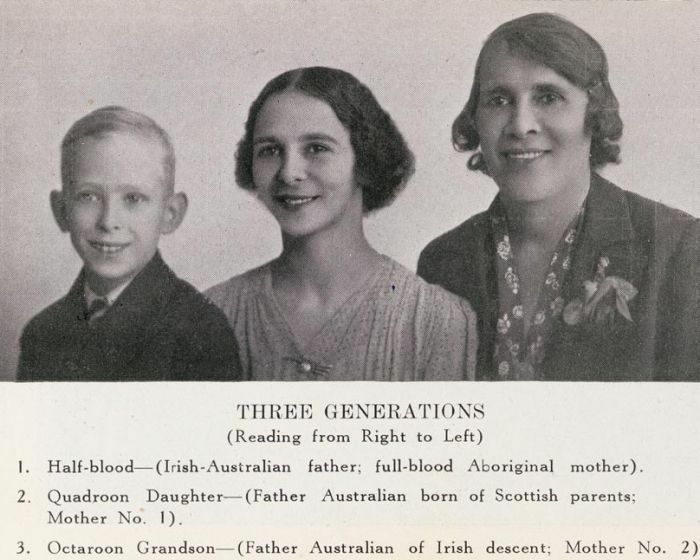
Fragment publikacji opisujący plan „wybielania” rdzennych mieszkańców Australii. Autorem jest A. O. Neville, urzędnik australijski

Szacuje się, że od 50 do 200 tys. dzieci zostało odebranych rodzicom w Australii. Ze względu na złą jakość dokumentacji prowadzonej przez ośrodki, w których przetrzymywane były dzieci, nie da się określić dokładnej liczby poszkodowanych. Autorzy 680-stronicowego raportu rządowego Bringing Them Home z 1997 roku szacują, że odebrano rodzicom ok. 100 000 dzieci.

### Publiczna dyskusja

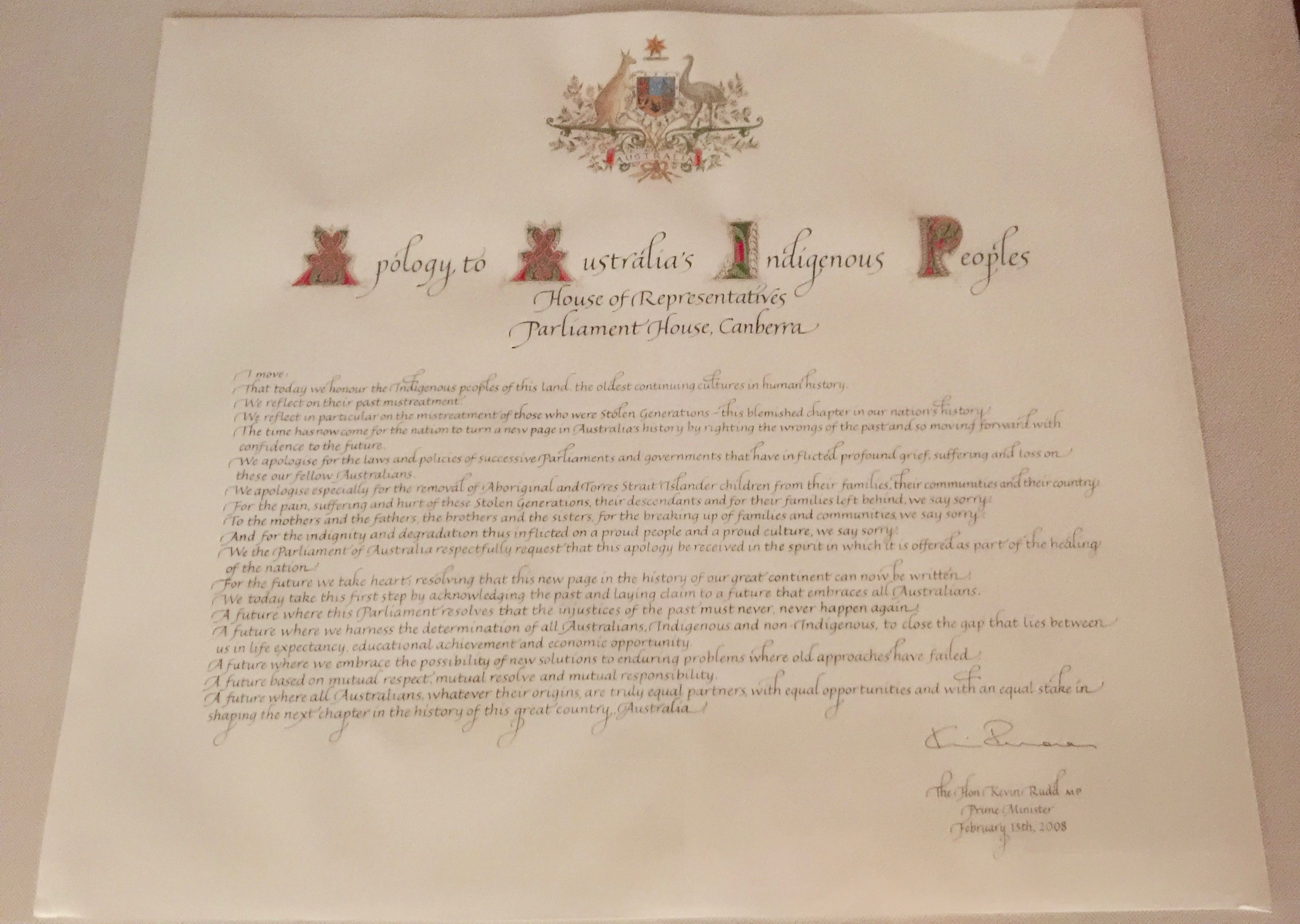
Treść oficjalnych przeprosin premiera Australii Kevina Rudda wobec poszkodowanych i ich rodzin, przyjętych przez parlament w Canberze w 2008 roku

Współczesna dyskusja nad terminem „skradzione pokolenia” rozpoczęła się w 1981 publikacją pracy The Stolen Generations. The removal of Aboriginal children in New South Wales 1883 to 1969 autorstwa australijskiego historyka Petera Reada, pracownika Uniwersytetu w Sydney. Od tamtego czasu miała miejsce debata nad właściwością kontrowersyjnego określenia „ukradzione”.
W latach 90. XX w. organizacje Aborygenów zaczęły domagać się społecznej dyskusji na ten temat, przeprosin i odszkodowania. Zarówno sam termin „skradzione pokolenie” jak i wiele aspektów społecznych związanych z tą praktyką jest w Australii tematem wielu dyskusji.
W 1997 roku miała miejsce publikacja raportu rządowego pod tytułem Bringing Them Home, w którym padła sugestia, aby premier przeprosił poszkodowanych i ich rodziny. Urzędujący wtedy na stanowisku John Howard odmówił. W odpowiedzi aktywiści społeczni ustanowili nieoficjalny Narodowy Dzień Przeprosin (National Sorry Day), aby wywrzeć presję na władzach stanowych i federalnych Australii i doprowadzić urzędników do symbolicznego przyznania się do winy.
13 lutego 2008 premier Australii Kevin Rudd wygłosił w parlamencie przemówienie, w którym przeprosił Aborygenów za dyskryminację i prześladowania, w tym praktyki, które doprowadziły do powstania „skradzionego pokolenia”. Przeprosiny były transmitowane publicznie na telebimach przed budynkiem parlamentu w Canberze i obejrzało je wielu Australijczyków. Po przemówieniu, zarówno w sali obrad, jak i na dziedzińcu rozległy się oklaski. Jednakże były też głosy krytyczne – niektórzy komentatorzy uznali, że premier Rudd popełnił błąd, nie zezwalając na wypłatę rekompensat dla poszkodowanych przez dyskryminacyjną politykę rządu.
Wydany w czerwcu 2019 roku raport Australijskiego Instytutu Zdrowia i Dobrobytu (ang. Australian Institute of Health and Welfare), rządowej agencji statystycznej, wskazuje na utrzymujące się nadal społeczne i zdrowotne skutki separacji rodzin rdzennych mieszkańców Australii. Według badania, w porównaniu z ogólną populacją kraju członkowie „skradzionych pokoleń” oraz ich potomkowie radzą sobie gorzej w domu i szkole. Badacze sugerują, że trauma doznana przez poszkodowanych może być jedną z przyczyn złego stanu zdrowia fizycznego i psychicznego, objawiającego się u rdzennych mieszkańców Australii długością życia niższą o średnio 10 lat niż u reszty populacji Australii.

## Kanada
Pierwsze szkoły z internatem (z ang. residential schools) przeznaczone dla dzieci pochodzenia indiańskiego pojawiły się na terenie dzisiejszej Kanady już w XVII wieku, głównie z inicjatywy misjonarzy chrześcijańskich. Po uchwaleniu Indian Act w 1894 roku, państwo kanadyjskie zyskało większą kontrolę nad kształtem szkolnictwa rdzennych mieszkańców, czyniąc je obowiązkowym. Pracownicy opieki społecznej mieli uprawnienia, aby doprowadzić dziecko do takiej szkoły z użyciem siły, wbrew woli rodziców.
Szkoły z internatem, w których umieszczano dzieci rdzennych mieszkańców Kanady, często miały charakter domów dziecka – ze względu na odległość od miejsca zamieszkania rodziców, często powrót dzieci był niemożliwy. Była to celowa praktyka, której celem była asymilacja dzieci do białego anglosaskiego społeczeństwa kanadyjskiego.
Szkoły były skrajnie niedofinansowane, do tego stopnia, że niektóre z nich musiały zmuszać uczniów do pracy rolniczej. Zmniejszało to ilość czasu dostępną dla zajęć edukacyjnych. Z tego powodu, często uczniowie kończyli te specjalne szkoły ze znacznie gorszym wykształceniem niż uzyskaliby w toku zwykłej edukacji.

### Wspomnienia pokrzywdzonych
Od czasu zamknięcia ostatnich ośrodków edukacji rdzennych mieszkańców Kanady w późnych latach 70. XX wieku powstały liczne prace historyczne, często finansowane w części przez rząd kanadyjski, stanowiące zapis rozmów z byłymi uczniami szkół. Próby zachowania przekazu mówionego takie, jak te wpisują się w nurt historii mówionej. W Out of the Depths, jednej z takich prac, autorka Isabelle Knockwood opisuje życie codzienne w szkołach, próby asymilacji kulturowej, a także reakcje byłych uczniów na zamknięcie ośrodków i późniejsze przeprosiny władz.
We wspomnieniach Isabelle Knockwood, która trafiła do szkoły zlokalizowanej przy rezerwacie Shubenacadie w 1936 roku, przyprowadzone przez rodziców po raz pierwszy dzieci myto, ścinano im włosy na krótko, zabierano ubrania i wymieniano na „mundury w szerokie pionowe czarno-białe pasy”, przypominające ubiór więzienny. Z powodów administracyjnych, każde dziecko otrzymywało numer (w przypadku autorki 57), który był również zapisany tuszem na wszystkich ubraniach. Inna była uczennica wspomina, że również zwracano się do niej po numerze, nie używając imienia: „Moje imię to Lydia, ale w szkole nie miałam imienia, miałam numery (...) Mówili na ciebie 32, to ja, i wszystkie nasze ubrania miały na sobie 32”.
Dzieci były segregowane według płci. Prowadziło to często do długoterminowej separacji rodzeństw, nawet gdy brat i siostra przebywali w tej samej szkole. W Boże Narodzenie pozwalano rodzeństwu razem otworzyć prezenty, lecz w wielu przypadkach dzieci nie mogły wrócić do swoich rodzin nawet na Święta.

#### Asymilacja

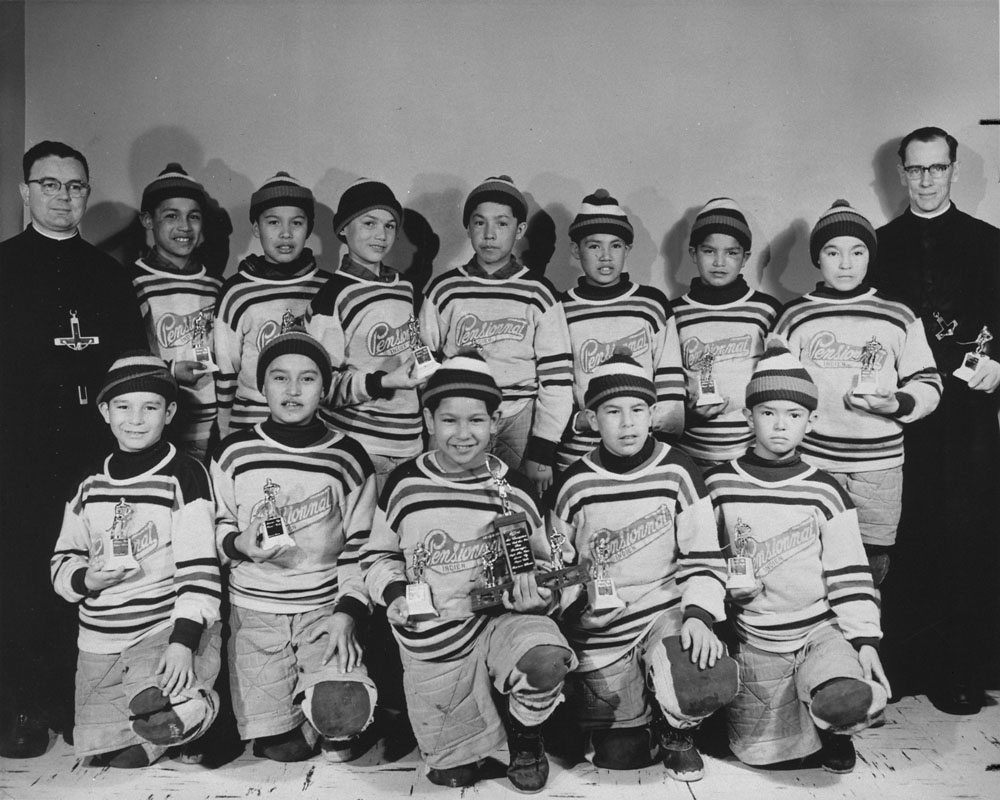
Uczniowie szkoły z internatem w Maliotenam w Quebeku w strojach hokejowych, ok. 1950 r.

Mówienie w ojczystym języku przez wychowanków było najczęściej zakazane – rodzicom w jednej ze szkół wytłumaczono, że opóźnia to opanowanie w odpowiednim stopniu angielskiego. Uczniowie, którzy czasami nie znali angielskiego w momencie przybycia do szkoły, byli informowani, że używanie ojczystego języka jest karane biciem. Przez to, często po powrocie do rdzennej społeczności po kilku latach, absolwenci nie znali już ani słowa rodzinnego języka.
Byli uczniowie zwracają uwagę na dużą regulację czasu wolnego poprzez użycie dzwonków i gwizdków. W szkołach prowadzonych przez kler katolicki, harmonogram dnia był często zdominowany przez modlitwy. Była uczennica wspomina: „Modlitwy kierowano do wszystkich (...) – prawie żadnej zabawy. Przed snem musiałyśmy klękać na zimnej podłodze przy otwartych oknach, ubrane tylko w koszule nocne”.

#### Kary i praca
Wielu byłych uczniów wspomina, że byli nieustająco głodni. Głodzenie było również jedną z kar stosowaną m.in. za mówienie w ojczystym języku. Wspominają też, jak wbrew zakazom próbowali się dożywiać, m.in. kradnąc z kuchni i jedząc paszę dla zwierząt zagrodowych.
Uczniów karano za wszystko to, co personel szkoły uznał za przewinienia, w tym: moczenie łóżek, które było wyjątkowo częste ze względu na niską temperaturę w wieloosobowych sypialniach; mówienie w ojczystym języku czy też gubienie przedmiotów należących do szkoły, np. rękawic roboczych. Kary były zazwyczaj cielesne i polegały na biciu paskiem (ang. strapping).
Od wychowanków oczekiwano pracy – było to uznawane za część „edukacji”, którą otrzymują. Dziewczęta sprzątały szkołę: ścieliły łóżka, czyściły podłogi i toalety, odkurzały. Chłopcy pracowali fizycznie na różne sposoby, m.in. rąbiąc drwa do ogrzania pieców w budynkach szkoły oraz wykonując prace rolne. Jeden z byłych uczniów, którego szkoła była ogrzewana węglem, opowiedział badaczom Komisji Prawdy i Pojednania, jak jego i innych chłopców zmuszano do noszenia worków węgla przez milę dzielącą budynek szkoły od torów kolejowych. Inny wspomina, że jego obowiązkiem był ubój zwierząt na jedzenie dla całej szkoły. W niektórych przypadkach uczniom płacono drobną kwotę za wykonaną pracę, np. jeden dolar kanadyjski do wydania podczas wizyty w sklepie.

### Publiczna dyskusja
Powołana w 2009 roku kanadyjska Komisja Prawdy i Pojednania (Truth and Reconciliation Commission) uznała politykę instytucjonalnego umieszczania dzieci w szkołach z internatem wbrew ich woli za „ludobójstwo kulturowe”. Wnioski wyciągnięto w 2015 roku, po sześciu latach wysłuchiwania historii poszkodowanych i analizie dokumentów rządowych.
W 2019 roku ukazał się reportaż polskiej dziennikarki Joanny Gierak-Onoszko pt. 27 śmierci Toby’ego Obeda, wpisujący zjawisko skradzionych pokoleń w szerszą historię kolonizacji Kanady przez Europejczyków. Praca została pozytywnie oceniona przez recenzentów, m.in. za realistyczne opisy, od których „cierpnie skóra” i wysoką wrażliwość społeczną.
11 czerwca 2008 roku, premier Stephen Harper publicznie przeprosił społeczność rdzennych mieszkańców Kanady za działalność rządu federalnego w zakresie prowadzenia szkół z internatem dla rdzennych dzieci. W przemowie przyznał, że „separowanie dzieci od tradycji ich kultur było złe”, a „wina leży po stronie rządu i państwa kanadyjskiego”.
W swoim przemówieniu z 2008 roku premier Harper nie wspomniał o programie szkół z internatem dla rdzennych dzieci w Nowej Fundlandii i na półwyspie Labrador, przez który przewinęły się setki poszkodowanych uczniów. Stało się tak, gdyż szkoły powstały przed przyłączeniem terytoriów do Kanady i nie były pod nadzorem rządu federalnego. W 2017 roku premier Justin Trudeau przeprosił też byłych uczniów tych szkół.

### Nieoznakowane groby
W maju 2021 roku, na terenie cmentarza przy szkole Kamloops Indian Residential School w prowincji Kolumbia Brytyjska, znaleziono za pomocą georadaru bezimienne groby. Na cmentarzu chowani byli zmarli uczniowie i personel szkoły, ale też okoliczna ludność. Główną przyczyną śmierci była gruźlica.
W czerwcu 2021 roku odnaleziono 751 nieoznaczonych grobów na terenie cmentarza przy byłej szkole z internatem w Marieval Indian Residential School w prowincji Saskatchewan.

## Przedstawienia w mediach

### Film i telewizja
- Polowanie na króliki, reż. Philip Noyce, 2002;
- Australia, reż Baz Luhrmann, 2008;
- Stolen Children – Residential School survivors speak out, CBC/Radio-Canada, 2015 (link do wideo, dostęp: 17.12.2019).

### Literatura

#### Non-fiction
- Follow the Rabbit-Proof Fence, aut. Doris Pilkington, 1996, ISBN 0-7022-2709-9 – biografia rodziny rdzennych Australijczyków, zekranizowana w 2002 roku jako film Polowanie na króliki;
- Generations stolen, aut. Matthew Sherwood – fotoreportaż o Australijczykach przynależących do skradzionych pokoleń;
- 27 śmierci Toby’ego Obeda, aut. Joanna Gierak-Onoszko, 2019, ISBN 978-83-65970-34-3 – debiutancki reportaż dziennikarki, wpisujący zjawisko skradzionych pokoleń w szerszą historię kolonizacji Kanady przez Europejczyków. Praca została pozytywnie oceniona przez recenzentów[30], m.in. za wysoką wrażliwość społeczną[22] i realistyczne opisy[21].

#### Fikcja
- My Place, aut. Sally Morgan, 1987, ISBN 1-86368-278-3
- Sally's Story, aut. Sally Morgan, 1990, ISBN 0-949206-78-4
- Mother and daughter: The Story of Daisy and Glady's Corunna, 1994, ISBN 0-949206-79-2
- Arthur Corunna's story, aut. Sally Morgan, 1995, ISBN 0-949206-77-6
- Jessica, aut. Bryce Courtenay, 1998, ISBN 978-0-14-027960-3
- Benang, aut. Kim Scott, 1999, ISBN 978-1-86368-240-4

### Teatr
- Ukradzione (z ang. Stolen) aut. Jane Harrison, 1998.